# La Clinique du docteur Gross
La Clinique du docteur Gross est une peinture de 1875 par l'artiste américain Thomas Eakins. C'est une huile sur toile de 240 × 200 cm. Le dr. Samuel D. Gross (en), un professeur de soixante-dix ans, vêtu d'une redingote noire, enseigne à un groupe d'étudiants du Jefferson Medical College. Au sein du groupe se trouve un autoportrait d'Eakins, assis à la droite de la rampe du tunnel, en train de faire une esquisse ou d'écrire. Au-dessus de l'épaule droite de M. Gross, le Dr Franklin Westest, responsable de la clinique, prend des notes sur l'opération. La signature de Eakins est peinte sur la toile, devant la table d'opération.

## Description
Admiré pour son réalisme intransigeant, La Clinique du docteur Gross tient une place importante dans l'histoire de la médecine, à la fois parce que la toile rend hommage à l'émergence de la chirurgie comme mode de guérison (auparavant, la chirurgie était associée principalement à l'amputation), et parce qu'elle nous montre à quoi ressemblait un bloc opératoire au XIXe siècle. La peinture est basée sur une intervention chirurgicale à laquelle Eakins a assisté, intervention au cours de laquelle Gross traite un jeune homme atteint d'une ostéomyélite du fémur. Gross est représenté ici en train d'effectuer une opération conservatrice, par opposition à une amputation (qui est la façon dont le patient aurait normalement été traité dans les décennies précédentes). Ici, les chirurgiens se pressent en redingotes autour du patient anesthésié. Cela se passe juste avant l'adoption d'un environnement chirurgical hygiénique (voir Asepsie). La Clinique Gross est donc souvent comparée avec une toile ultérieure d'Eakins La Clinique du docteur Agnew (en) (1889), qui dépeint un bloc opératoire plus lumineux et plus propre. En comparant les deux tableaux, l'avancement de la compréhension de la prévention de l'infection est visible. Une autre différence notable dans la seconde peinture est la présence d'une infirmière professionnelle, Mary Clymer, dans la salle d'opération.
On suppose que le patient représenté dans La Clinique du docteur Gross est un adolescent, même si le corps exposé n'est pas entièrement visible qui permettrait de savoir s'il s'agit d'une homme ou d'une femme; la peinture est choquante à la fois pour la présentation inquiétante de la personne et le caractère sanglant de la procédure factuelle. Pour ajouter au dramatique de la scène, la seule femme dans la peinture est assise à gauche, peut-être la mère du patient, se blottissant accablée de détresse. Sa personne tragique fonctionne en fort contraste avec le comportement calme et professionnel des hommes qui entourent le patient. Cette description sanglante et très brutale d'une intervention chirurgicale était choquante au moment où elle a été exposée pour la première fois.

## Réception critique

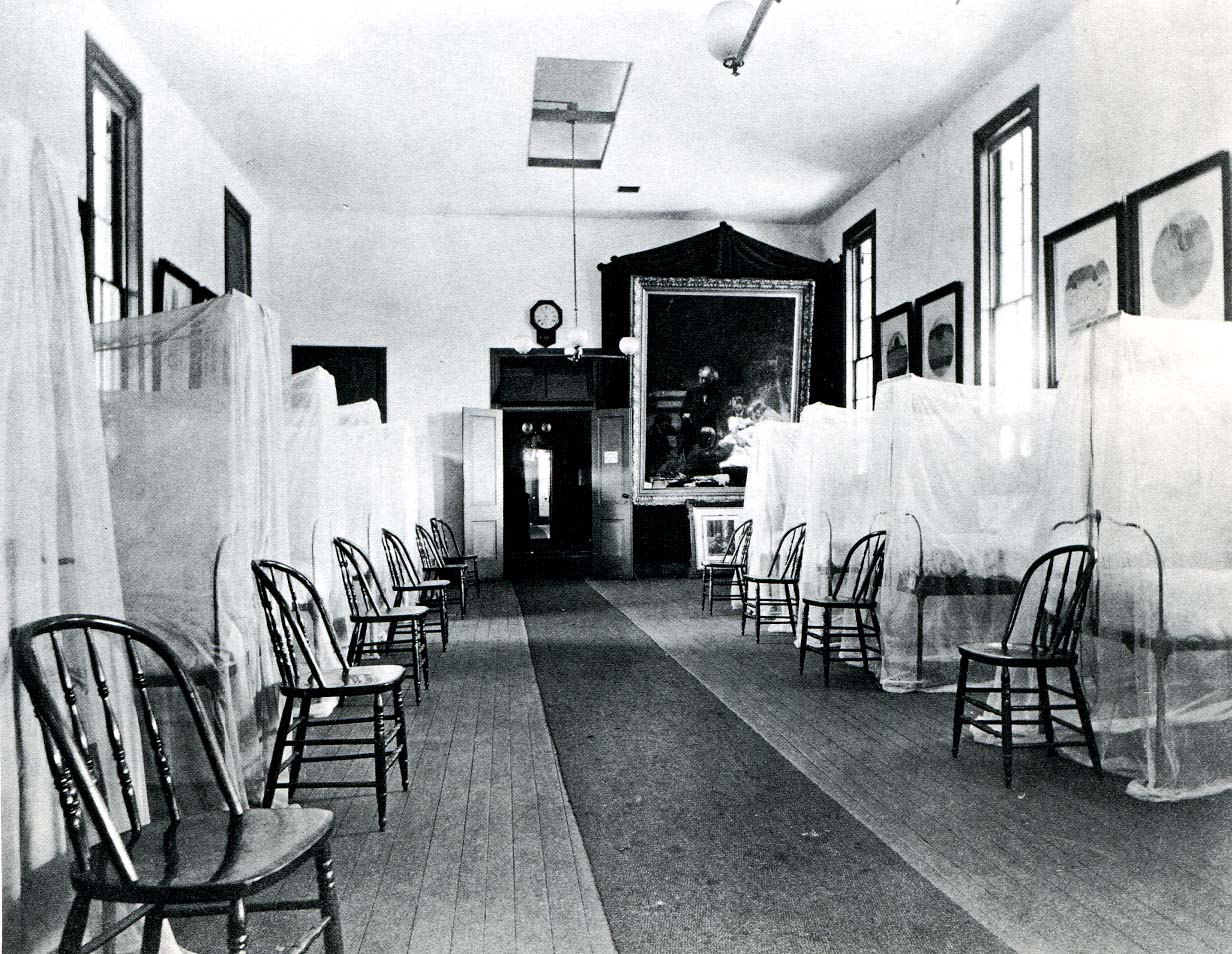
La Clinique du docteur Gross exposée au U.S. Army Post Hospital à l'Exposition du centenaire de 1876.

Présentée à l'Exposition universelle de 1876 à Philadelphie, la toile est rejetée par le comité de sélection. Lorsqu'elle est finalement exposée au Ward One of the U.S. Army Post Hospital, un critique du New York Tribune écrit qu'elle est : « ... un des tableaux les plus puissants, horribles, mais fascinants qui a été peint où que ce soit dans ce siècle ... mais plus on le loue, plus il faut condamner son admission dans une galerie où des hommes et des femmes aux nerfs fragiles sont contraints de le regarder, car il est impossible de ne pas le regarder. »
Un autre critique écrit en 1885 :
« Le tableau est caractérisé par tant d'excellents qualités artistiques, que l'on regrette que le travail dans son ensemble ne parvienne pas à satisfaire. Admirable dessinateur comme l'est ce peintre, on est surpris de constater que dans la disposition des personnages, la perspective est si inefficace que la mère est beaucoup trop petite par rapport au reste du groupe, et le patient représenté de manière si indistincte qu'il est difficile de désigner exactement la partie du corps sur laquelle le chirurgien effectue l'opération. Le ton monochromatique de la composition est, peut-être, intentionnel, afin de concentrer l'effet sur la cuisse sanglante et le doigt pourpre du professeur qui opère. Mais tel qu'il est, l'attention est immédiatement et si entièrement dirigée vers cette main puante que le spectateur a l'impression que cette concentration est le seul but de la peinture. Dans les peintures similaires par Ribera, Regnault et autres artistes de l'horrible, un résultat aussi éclatant est obtenu sans sacrifier la lumière et la couleur dans les autres parties de l'image; et l'effet, qui n'en est pas moins intense, est, par conséquent, moins saisissant et puissant. »
Ces évaluations ne sont pas générales. Le critique de l'Evening Telegraph de Philadelphie, qui peut avoir été au courant de la politique personnelle impliques dans le groupe consultatif des artistes qui l'ont rejeté, écrit :
« Il n'y a rien si beau dans la section américaine du département des arts de l'exposition, et il est bien dommage que la sensiblerie du Comité de Sélection a contraint l'artiste à trouver une place pour le tableau dans le bâtiment de l'hôpital des États-Unis. On dit que le sang sur les doigts du Dr Gross a rendu malades quelques-uns des membres du comité, mais, à en juger par la qualité des œuvres par eux présentées, nous craignons que ce n'est pas le seul sang qui les a rendu malades. On sait depuis longtemps que les artistes tombent malades à la vue de peintures faites par des hommes plus jeunes, que dans leur for intérieur ils sont contraints de reconnaître comme étant au-delà de leur propre capacité. »
La controverse sur la peinture est centrée sur sa violence et sur la présence mélodramatique de la femme. Les critiques modernes ont suggéré que la peinture peut être « lue » en termes d'angoisse de castration et de fantasmes de maîtrise sur le corps (par exemple Michael Fried), et qu'elle documente l'ambivalence d'Eakins à représenter la différence de sexe (par exemple Jennifer Doyle). La peinture est également comprise comme établissant une analogie entre la peinture et la chirurgie et comme identifiant le travail de l'artiste avec l'émergence de la chirurgie comme profession respectée.
En 2002, Michael Kimmelman (en) du The New York Times l'appelle : « Haut la main, la meilleure peinture américaine du XIXe siècle ». En 2006, en réponse à la vente imminente de cette peinture, The New York Times publie une « lecture attentive » qui esquisse quelques-uns des différents points de vue critiques sur cette œuvre d'art.

## Provenance
Après son achat pour 200 $ US au moment de l'Exposition du centenaire, la peinture est installée dans le bâtiment du Jefferson Medical College de l'université Thomas Jefferson à Philadelphie jusqu'à ce qu'elle soit déplacée dans le milieu des années 1980 au Jefferson Alumni Hall. Bien que non documentée, une rumeur à la fin des années 1970 fait état d'une offre substantielle par un collectionneur qui souhaite faire don du tableau à la National Gallery of Art. Le 11 novembre 2006, le conseil d'administration de l'université Thomas Jefferson approuve la vente de la toile pour 68 millions de $ à la National Gallery of Art à Washington et au Crystal Bridges Museum of American Art, alors en construction à Bentonville, en Arkansas. La vente représente un prix record pour une œuvre faite aux États-Unis avant la Seconde Guerre mondiale.
La vente proposée est considérée comme un acte secret. À la fin de novembre 2006, commence une campagne destinée à conserver la peinture à Philadelphie, dont la création d'un fonds avec un délai terminal fixé au 26 décembre pour recueillir des fonds afin de l'acheter et un plan pour introduire une clause relative aux « objets historiques » dans le code de préservation historique de la ville. En quelques semaines, le fonds lève 30 millions $ et le 21 décembre 2006, la banque Wachovia accepte de prêter la différence jusqu'à ce que le reste de la somme soit réuni, ce qui permet au tableau de rester dans la ville au Philadelphia Museum of Art et à la Pennsylvania Academy of Fine Arts.
Les seules promesses ne suffisent pas à couvrir le prix d'achat de 68 millions de $. La Pennsylvania Academy of the Fine Arts est contrainte de céder Le Joueur de violoncelle d'Eakins à un acheteur privé non identifié et le Philadelphia Museum of Art retire de l'inventaire Cowboy Singing du même Eakins, ainsi que deux esquisses à l'huile pour Cowboys in the Badlands, au profit de la collection Anschutz (en) et du musée d'art de Denver. La collection Anschutz, installée à Denver, acquiert Cowboys in the Badlands lors d'une vente aux enchères le 22 mai 2003 chez Christie's New York pour 5 383 500 $, précédent record pour une peinture d'Eakins.
Une reproduction de The Gross Clinic se trouve à la place de l'original à l'université Thomas Jefferson.

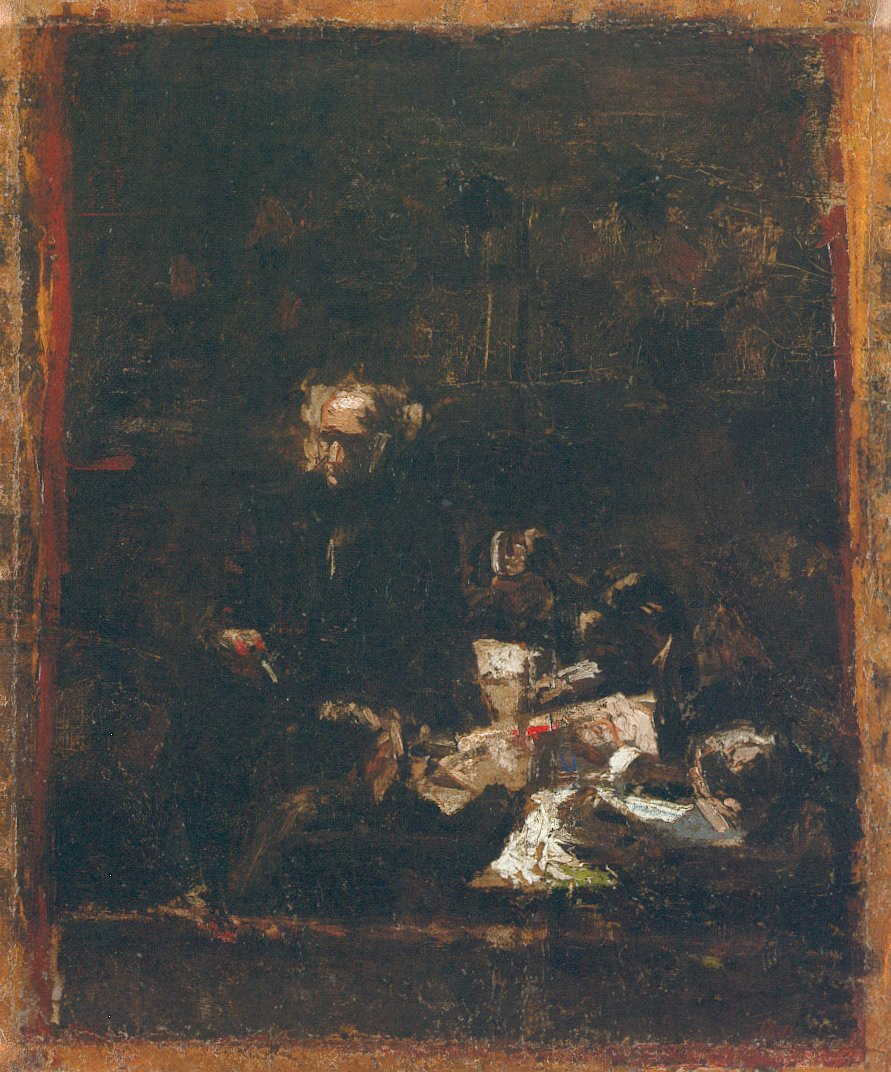
Étude de composition (1875), Philadelphia Museum of Art.
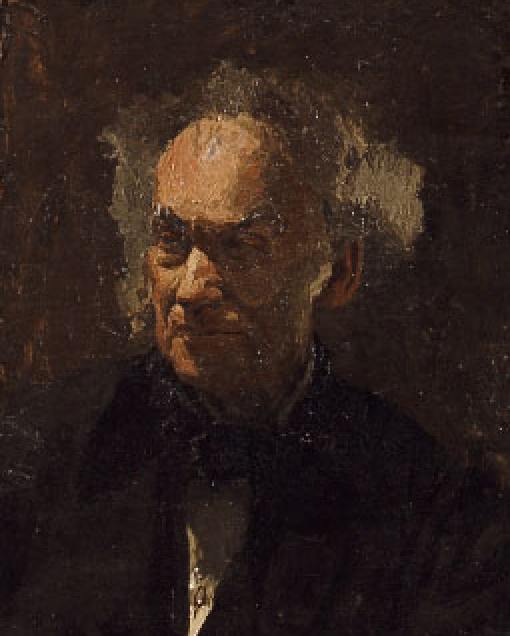
Étude pour le Dr Gross (1875), Worcester Art Museum, Worcester, MA.
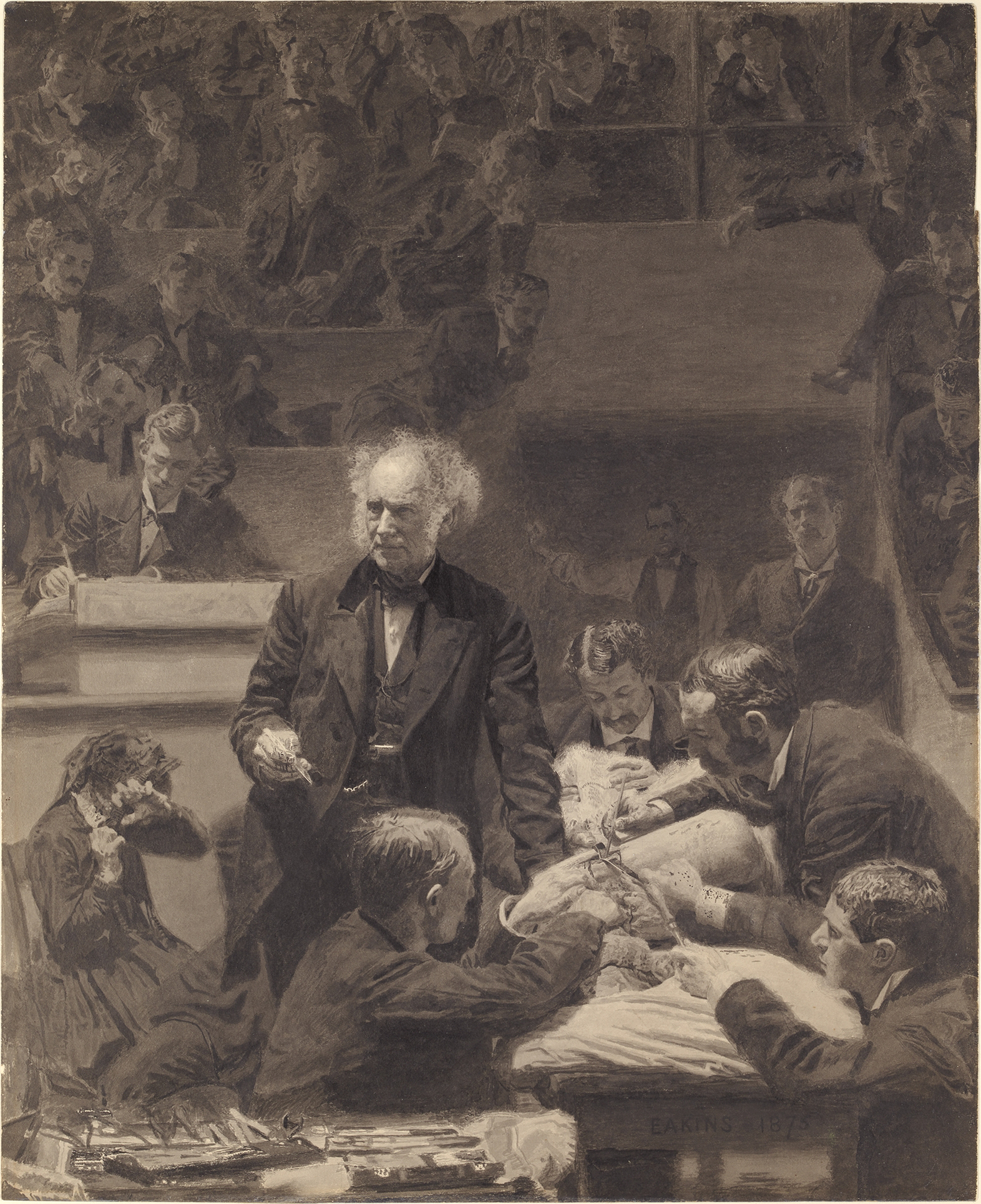
Dessin en noir et blanc de la toile (1875), Metropolitan Museum of Art, New York, NY. Cette illustration a probablement été faite pour être photographiée.
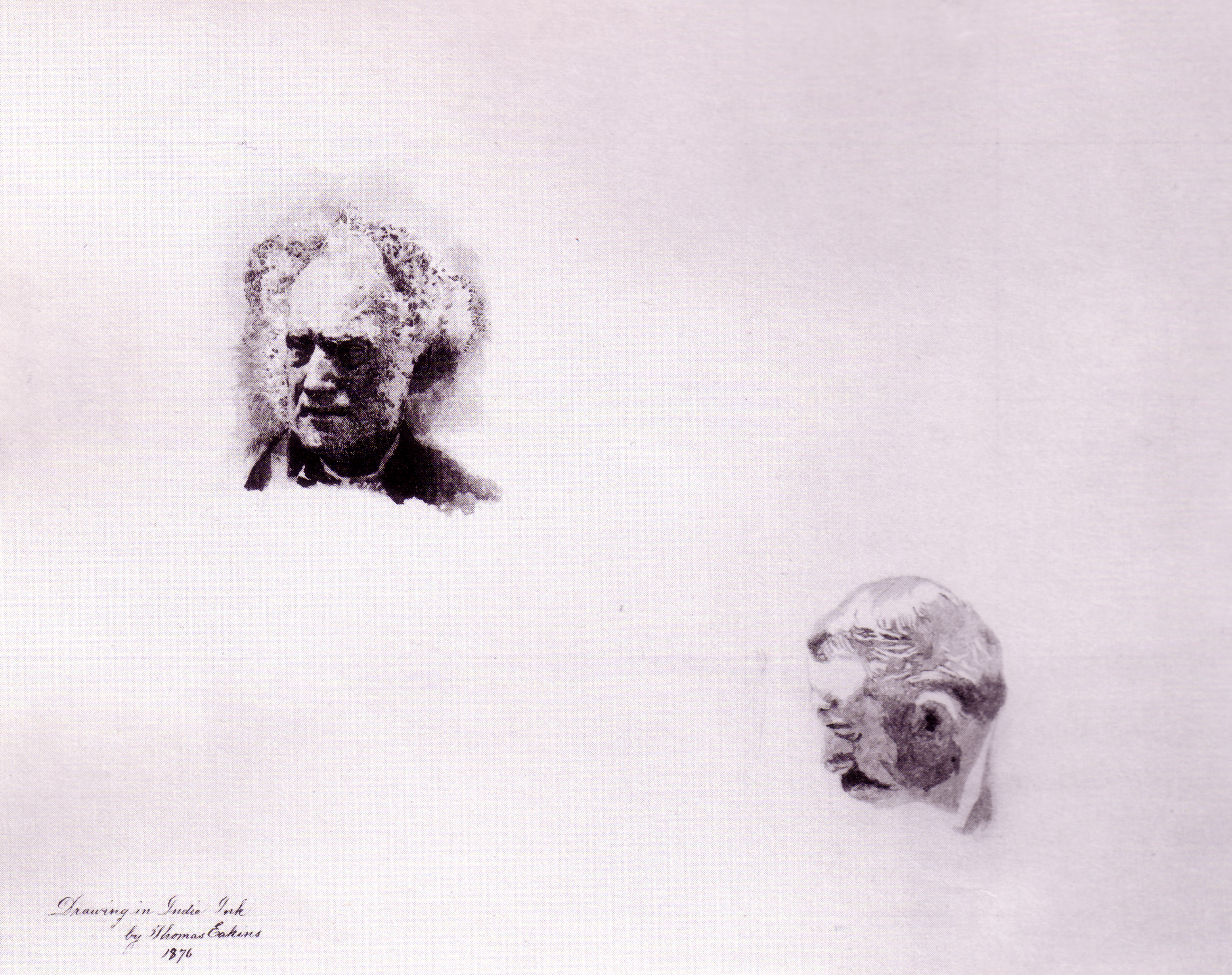
Dessin de deux têtes (1876), Philadelphia Museum of Art.
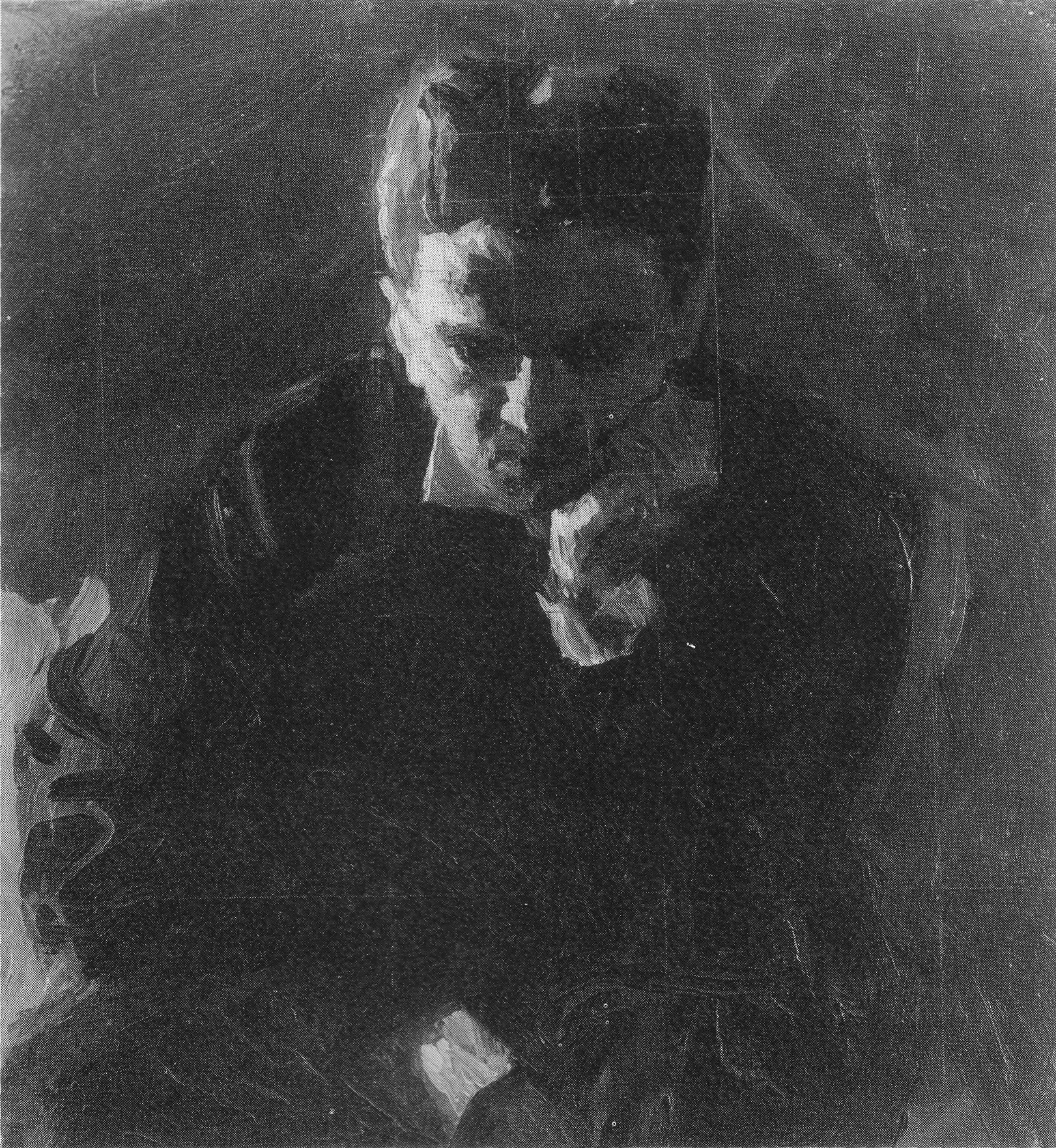
Étude de Robert C. V. Meyers (1875), collection privée.

## Restaurations
Le tableau a été restauré trois fois. La première restauration entre 1917 et 1925 endommage substantiellement la peinture, rendant les personnages secondaires de la composition inégalement lumineux ou de couleur rougeâtre. En 1929, Susan Macdowell Eakins (en), la veuve de l'artiste, écrit une lettre de plainte au sujet de la « lumière rouge fantaisiste » qui falsifie les tons originels de la peinture,,.
Le dos du tableau est renforcé avec du contreplaqué par H. Stevenson en 1915. Puis en 1940, Hannah Mee Horner, colle la peinture sur un support de contreplaqué. En vingt ans, ce soutien commence à se déformer et menace de déchirer la toile en deux.
En 1961, à la demande du Jefferson Medical College, le Philadelphia Museum of Art (PMA) entreprend une autre restauration, confiée au restaurateur Theodor Siegl. Mark Tucker, un conservateur ultérieur du PMA, a décrit le travail comme « une mission de sauvetage ... Ils sauvaient le tableau sur le point de se déchirer en deux. Les têtes de clous commençaient à travailler en avant dans la toile et apparaissaient comme des bosses sur l'avant ... Ouais. C'était juste à donner la chair de poule ». Siegl utilise une ponceuse orbitale pour supprimer le contreplaqué jusqu'à la dernière, mince couche. Le reste du bois et la colle tenace sont soigneusement enlevés à la main. Siegel et ses collègues restaurent également, dans une certaine mesure, les visages dans le coin supérieur droit de la toile,.
En 2009, en réponse aux préoccupations à long terme concernant des incohérences dans la disposition de l'obscurité et de la lumière de la peinture, les conservateurs du Musée d'art de Philadelphie entreprennent la restauration de The Gross Clinic de juillet 2009 à juillet 2010, période au cours de laquelle la peinture n'est pas exposée en public. La restauration cherche à rétablir les modifications apportées par le Jefferson Medical College lors de la restauration de 1917. La définition de certaines parties, dont l'autoportrait de Eakins, est rétablie en utilisant comme référence une copie en lavis de la peinture réalisée par l'artiste, ainsi qu'une photographie prise par le Metropolitan Museum of Art antérieure aux changements du Medical College en 1917,.

## Source de la traduction
- (en) Cet article est partiellement ou en totalité issu de l’article de Wikipédia en anglais intitulé « The Gross Clinic » (voir la liste des auteurs).